# Reining

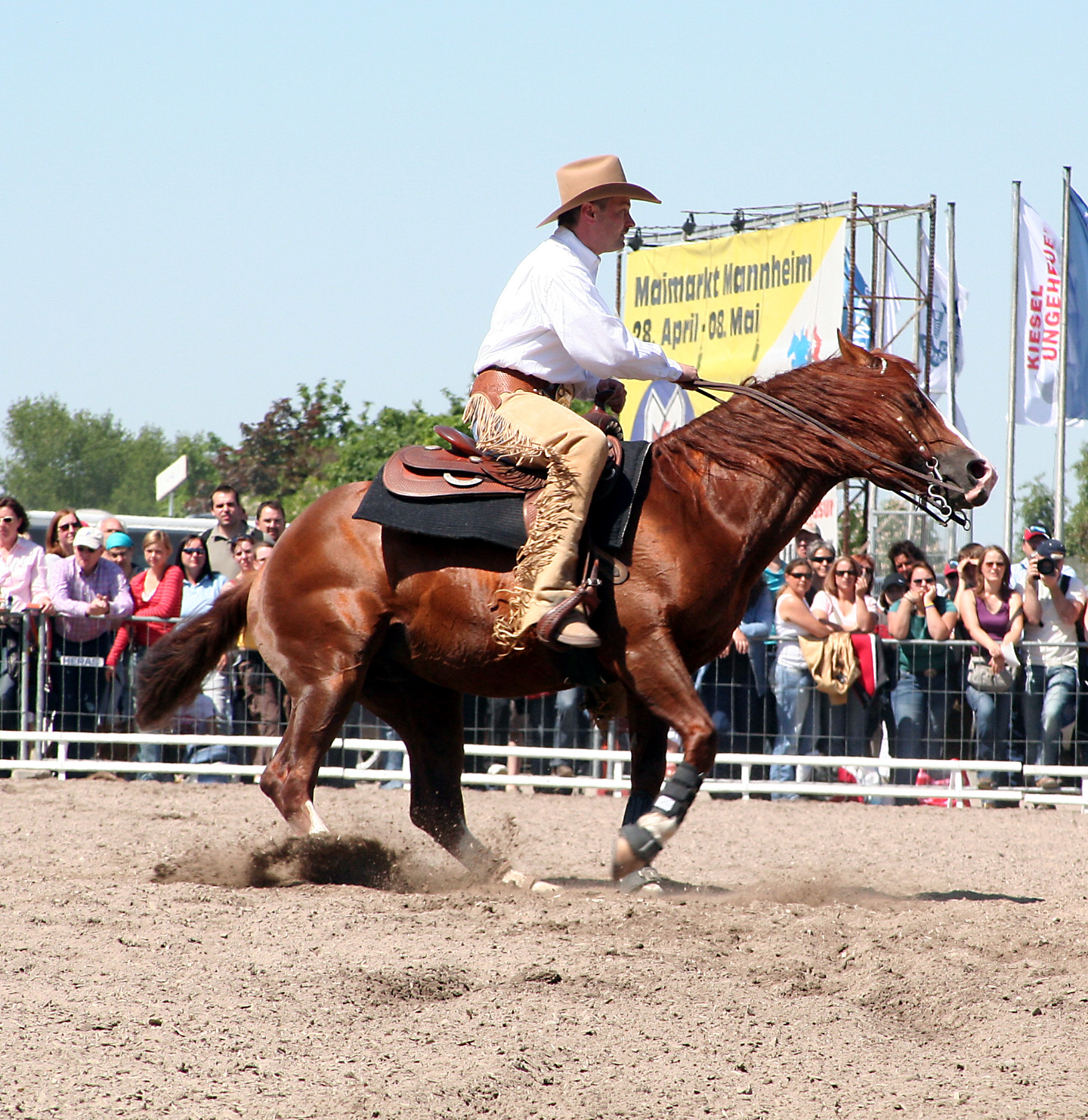
Pattern Spin

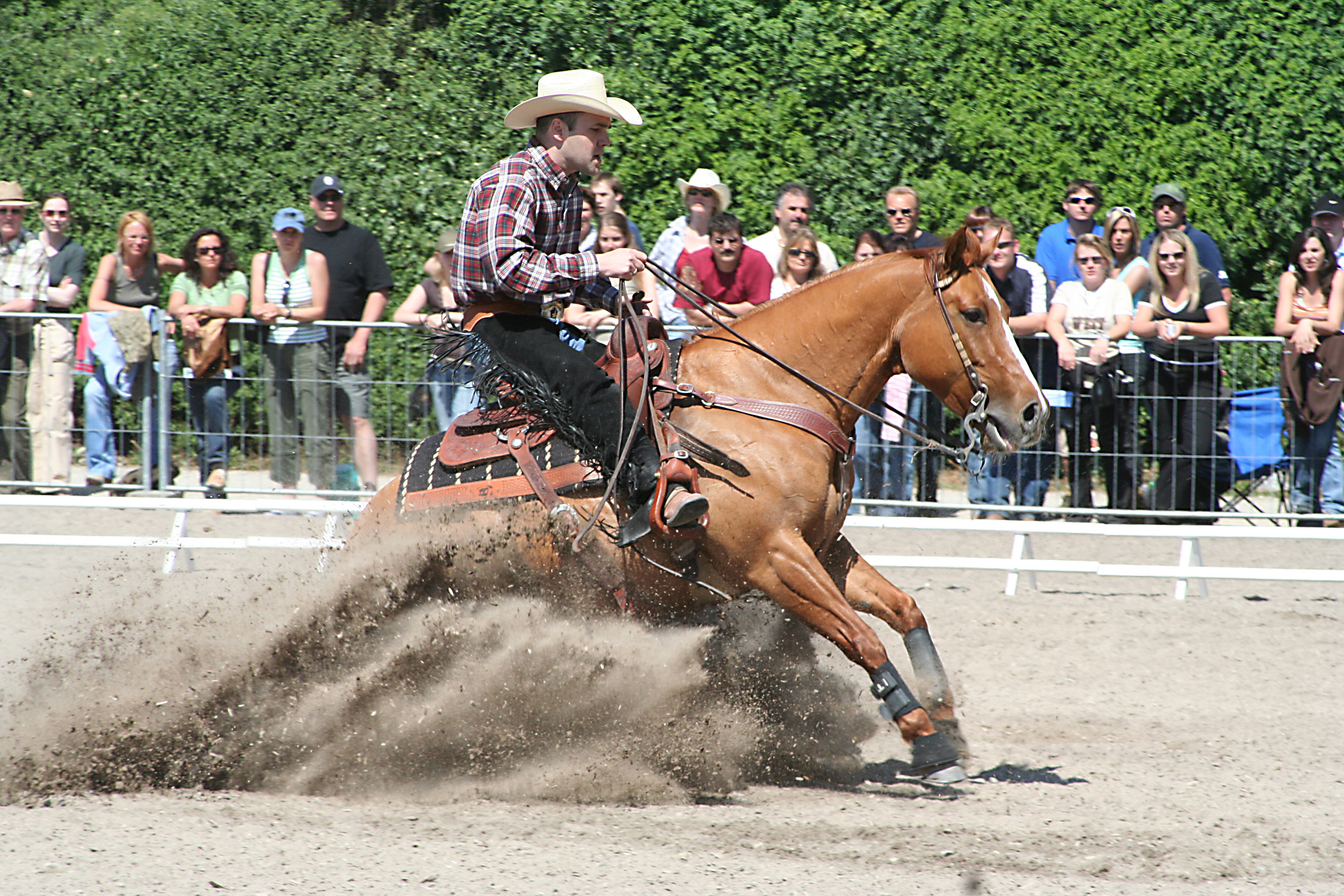
Pattern Sliding stop

Reining – konkurencja jeździecka w stylu westernowym polegająca na jak najdokładniejszym przejechaniu zadanej trasy (zwanej w reiningu schematem, ang. pattern). Cały przejazd wykonuje się w galopie, prowadząc konia jedną ręką. Reining jest często nazywany ujeżdżeniem w stylu western.

## Patterny
W Reinigu jest dostępnych 11 patternów. Wszystkie one składają się z tych samych elementów, wymienionych poniżej, ułożonych w różnej kolejności.
- Koła — wykonywanie idealnie okrągłych kół w galopie. Rozróżnia się małe koła jechane powoli, oraz duże koła, przejeżdżane szybko.
- Lotna zmiana nogi — wykonanie lotnej zmiany nogi na którą koń galopuje, dokładnie na środku areny.
- Roll back — szybkie obrócenie na zadzie po uprzednim zatrzymaniu konia.
- Spin — szybkie obroty konia na tylnej wewnętrznej nodze. Dobrze zrobiony koń nie powinien odrywać nogi od podłoża w czasie wykonywania spinu. Koń wykonuje 4 obroty w prawo i 4 w lewo – w niektórych schematach 4 i 1/4 w lewo.
- Sliding stop — zatrzymanie konia z galopu, koń powinien pochylić zad, wyciągnąć szyję i prześlizgnąć się na tylnych nogach (im dalej tym lepiej). Właśnie do tej figury reinerzy zakładają swoim wierzchowcom ochraniacze na tylne nogi.
- Cofanie — cofnięcie konia o minimum 3 metry.